# Cryphia badiofasciata
Cryphia badiofasciata är en fjärilsart som beskrevs av Charles Boursin 1952. Cryphia badiofasciata ingår i släktet Cryphia och familjen nattflyn. Inga underarter finns listade i Catalogue of Life.